# The Magnificent Tommy Flanagan
The Magnificent Tommy Flanagan – album muzyczny amerykańskiego pianisty jazzowego Tommy’ego Flanagana.
Nagrań dokonano w RCA Recording Studios w Nowym Jorku w dniach 2 i 3 czerwca 1981. 
Każdego dnia zarejestrowano sześć utworów (niektóre w wersjach alternatywnych). Na LP wydanym w 1981 znalazło się 8 nagrań.
Cztery utwory (1, 2, 6, 8) wersji podstawowej nagrane zostały 2 czerwca, następne (3, 4, 5, 7) podczas kolejnej sesji: 3 czerwca. Na CD z 1990 (PCD-7059) umieszczono też - wcześniej nie publikowane - cztery dodatkowe nagrania, będące alternatywnymi wersjami utworów wybranych na oryginalny LP.
W Japonii ukazała się płyta Tommy Flanagan Trio zatytułowana Speak Low. CD zostało wydane przez firmę Century Records (CECC00358), jednak materiał tam zamieszczony jest dokładnie tym samym, który opublikowano na oryginalnym LP z 1981 (z zachowaniem kolejności utworów włącznie).

## Muzycy
- Tommy Flanagan – fortepian
- George Mraz – kontrabas
- Al Foster – perkusja

## Lista utworów LP
Strona A
| 1. | "Speak Low" nagr. 2 czerwca (Ogden Nash, Kurt Weill)                              | 6:16  |
|    |                                                                                   |       |
| 2. | "Good Morning, Heartache" nagr. 2 czerwca (Drake, Dan Fisher, Irene Higgenbotham) | 5:45  |
|    |                                                                                   |       |
| 3. | "Old Devil Moon" nagr. 3 czerwca (E.Y. "Yip" Harburg, Burton Lane)                | 6:00  |
|    |                                                                                   |       |
| 4. | "Ev'rything I Love" nagr. 3 czerwca (Cole Porter)                                 | 5:34  |
|    |                                                                                   |       |
|    |                                                                                   | 23:35 |
|    |                                                                                   |       |
Strona B
| 5. | "Change Partners" nagr. 3 czerwca (Irving Berlin)                                 | 7:15  |
|    |                                                                                   |       |
| 6. | "I Fall in Love Too Easily" nagranie z 2 czerwca (muzyka: Sammy Cahn, Jule Styne) | 4:58  |
|    |                                                                                   |       |
| 7. | "Blueish Grey" nagr. 3 czerwca (Thad Jones)                                       | 5:45  |
|    |                                                                                   |       |
| 8. | "Just in Time" nagr. 2 czerwca (Betty Comden)                                     | 5:41  |
|    |                                                                                   |       |
|    |                                                                                   | 23:39 |
|    |                                                                                   |       |

## Lista utworów CD
| 1.  | "Speak Low" (take 1)                                                      |  |
|     |                                                                           |  |
| 2.  | "Good Morning, Heartache" (take 1)                                        |  |
|     |                                                                           |  |
| 3.  | "Old Devil Moon" (take 6)                                                 |  |
|     |                                                                           |  |
| 4.  | "Everything I Love" (take 2)                                              |  |
|     |                                                                           |  |
| 5.  | "Change Partners" (take 5)                                                |  |
|     |                                                                           |  |
| 6.  | "I Fall In Love Too Easily" (take 2)                                      |  |
|     |                                                                           |  |
| 7.  | "Bluish Grey" (take 1)                                                    |  |
|     |                                                                           |  |
| 8.  | "Just In Time"                                                            |  |
|     |                                                                           |  |
| 9.  | "Old Devil Moon" (take 4) (wersja alternatywna, nagr. 3 czerwca)          |  |
|     |                                                                           |  |
| 10. | "Good Morning, Heartache" (take 2 )(wersja alternatywna, nagr. 2 czerwca) |  |
|     |                                                                           |  |
| 11. | "Change Partners" (take 2) (wersja alternatywna, nagr. 3 czerwca)         |  |
|     |                                                                           |  |
| 12. | "Speak Low" (take 2) (wersja alternatywna, nagr. 2 czerwca)               |  |
|     |                                                                           |  |

## Informacje uzupełniające
- Produkcja – Gus "Grant" Statiras
- Inżynierowie dźwięku – Bob Simpson, Mike Moran
- Zdjęcie (front okładki) – Harry Kiamopoulos
- Zdjęcie (tył okładki) – Gus Statiras